# Nilgiri galamb
A nilgiri galamb (Columba elphinstonii) a madarak osztályának galambalakúak (Columbiformes) rendjéhez és a galambfélék (Columbidae) családjához tartozó faj.

## Rendszerezése
A fajt William Henry Sykes skót ornitológus írta le 1832-ben, a Ptilinopus nembe Ptilinopus Elphinstonii néven.

## Előfordulása
India délnyugati részén honos. Természetes élőhelyei a szubtrópusi vagy trópusi síkvidéki és hegyi esőerdők. Állandó, nem vonuló faj.

## Megjelenése
Testhossza 36–42 centiméter, testtömege 379 gramm.
|  |

## Életmódja
Gyümölcsökkel, bogyókkal és rügyekkel táplálkozik, de csigákat is fogyaszt.

## Természetvédelmi helyzete
Az elterjedési területe még elég nagy, de a fakitermelések miatt gyorsan csökken, egyedszáma 2500-9999 példány közötti és szintén csökken. A Természetvédelmi Világszövetség Vörös listáján sebezhető fajként szerepel.